# Lincoln Ellsworth

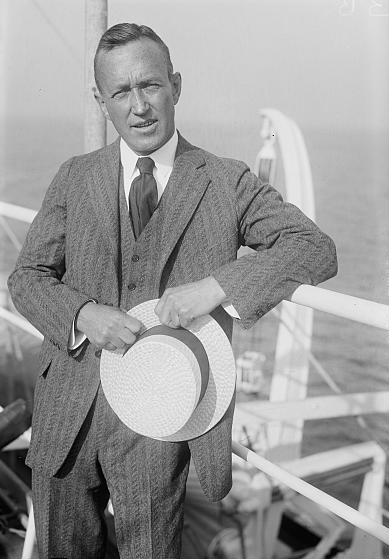
Lincoln Ellsworth

Lincoln Ellsworth (* 12. Mai 1880 in Chicago, Illinois, USA; † 26. Mai 1951 in New York City) war ein US-amerikanischer Polarforscher und Flieger.

## Leben

### Frühe Jahre
Er war der Sohn des Millionärs James W. Ellsworth, der in Pennsylvania eine der größten Kohlegruben der Welt besaß. Nach dem frühen Tod der Mutter Eva Frances Ellsworth (1852–1888) wurde Lincoln Ellsworth von seiner Großmutter in Hudson, Ohio, aufgezogen, wo er die Western Reserve Academy besuchte. Er studierte an der Yale University und arbeitete von 1904 bis 1907 als Vermessungsingenieur. Nachdem er weitere Kurse in Vermessungstechnik und Astronomie an der McGill University in Montreal besucht hatte, ließ er sich in New York nieder. 1913 wurde er Assistent an der New Yorker Biologischen Anstalt. Während des Ersten Weltkriegs trat er 1916 in die französische Armee ein, um sich zum Piloten ausbilden zu lassen. 1924 nahm Ellsworth an einer geologischen Expedition in die peruanischen Anden teil.

### Unternehmungen in der Arktis

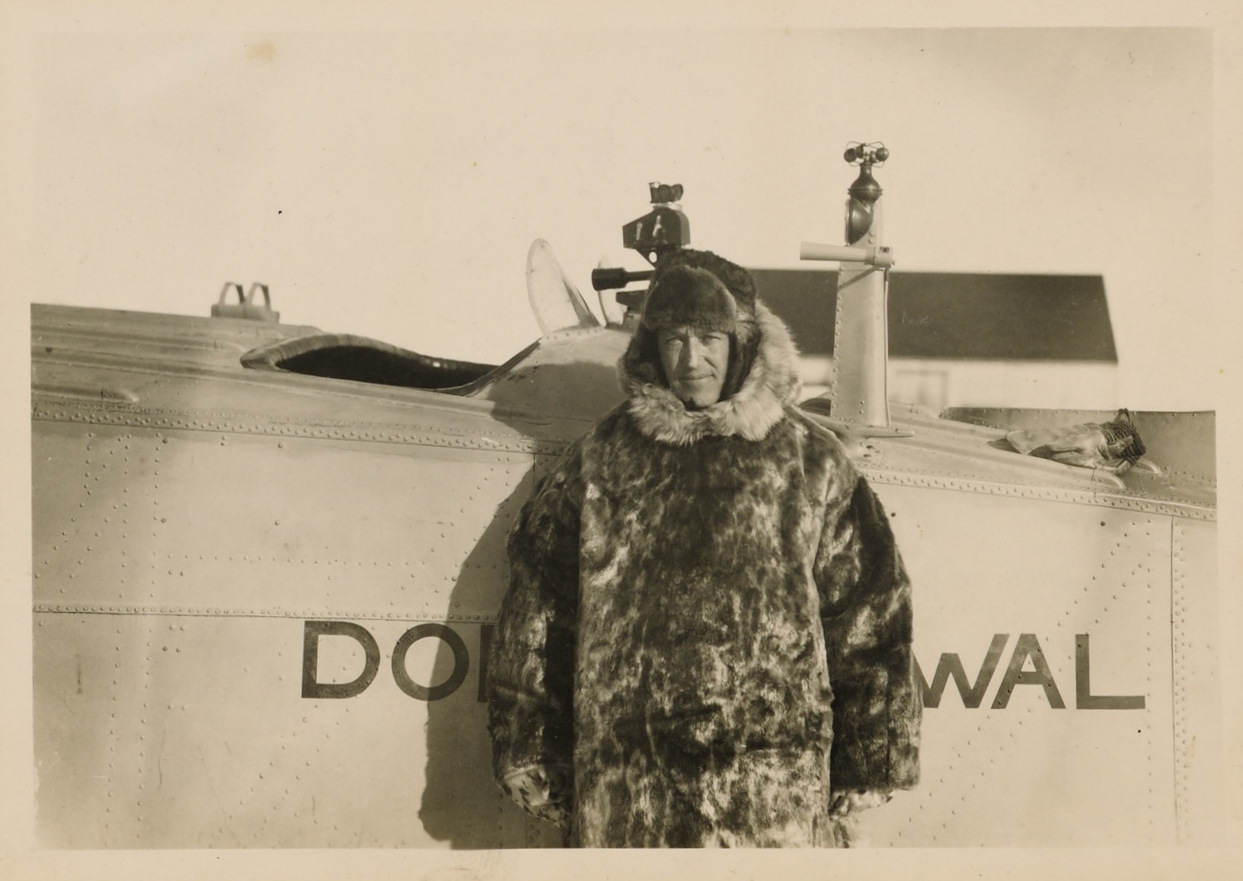
Ellsworth vor seinem Dornier Wal

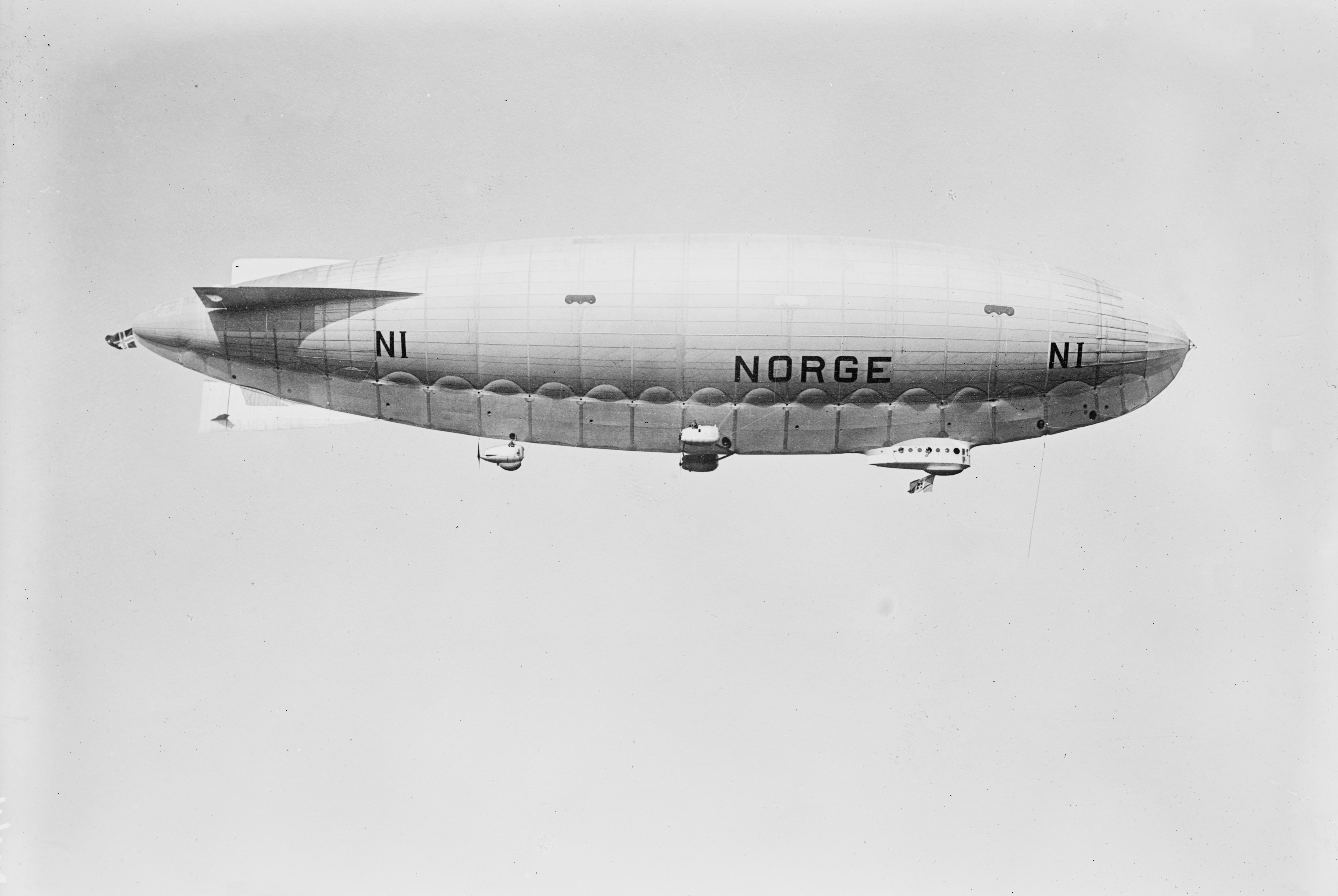
Das Luftschiff Norge.

1925 versuchte Ellsworth gemeinsam mit Roald Amundsen, den er während des Krieges in Paris kennengelernt hatte, in zwei Dornier-Wal-Flugbooten, genannt N 24 und N 25, den Nordpol zu erreichen. Finanziert war das Unternehmen zum großen Teil durch Ellsworths Vater. Als Piloten hatte Amundsen die norwegischen Militärflieger Hjalmar Riiser-Larsen und Leif Dietrichson ausgewählt. Er selbst und Ellsworth waren für die Navigation verantwortlich. Zusätzlich hatte jedes Flugboot noch einen Mechaniker an Bord, N 24 den Norweger Oskar Omdal und N 25 den Deutschen Karl Feucht. An Position 87° 43′ nördlicher Breite und 10° 20′ 1″ westlicher Länge ließ Amundsen die Flugzeuge auf dem Eis landen, um die genaue Position zu bestimmen und das weitere Vorgehen festzulegen. Es stellte sich als unmöglich heraus, beide Flugzeuge wieder flott zu machen. Innerhalb von 24 Tagen bauten die sechs Männer eine Startbahn und kehrten mit N 25 nach Spitzbergen zurück. Niemand vor ihnen war dem Pol in einem Flugzeug so nahegekommen. Ellsworth erhielt später vom norwegischen König Haakon VII. die Rettungsmedaille verliehen, da er Dietrichson und Omdal aus dem Wasser gezogen hatte, nachdem diese auf jungem Eis eingebrochen waren.
Als Ellsworth aus der Arktis zurückkehrte, war sein Vater gestorben. Dieser hatte seine Tochter als Alleinerbin eingesetzt, da er Lincoln für tot hielt. Das Erbe wurde trotzdem geteilt, und Ellsworth sah sich im Besitz eines beachtlichen Vermögens, das er für weitere Polarexpeditionen einzusetzen gedachte. 1926 finanzierte er Amundsen den Kauf des italienischen Luftschiffs N1, das dieser in Norge umbenannte. Gemeinsam mit dem Erbauer und Kapitän des Luftschiffs, Umberto Nobile, überflogen sie von Ny-Ålesund auf Spitzbergen kommend den Nordpol und landeten in Teller, Alaska. Dieser Flug gilt als erstes zweifelsfreies Erreichen des Nordpols.
1931 unterstützte Ellsworth Hubert Wilkins’ Bemühungen, den Nordpol mit dem Unterseeboot Nautilus zu erreichen. Nach 14-tägigen Tauchversuchen an der Packeisgrenze bei Spitzbergen, wurde der Plan wegen technischer Probleme jedoch fallengelassen. Ellsworth selbst nahm im Juli 1931 als Navigationsexperte an der von der Aeroarctic organisierten Arktisfahrt des Luftschiffs LZ 127 Graf Zeppelin teil.

### Erste Überquerung des antarktischen Kontinents

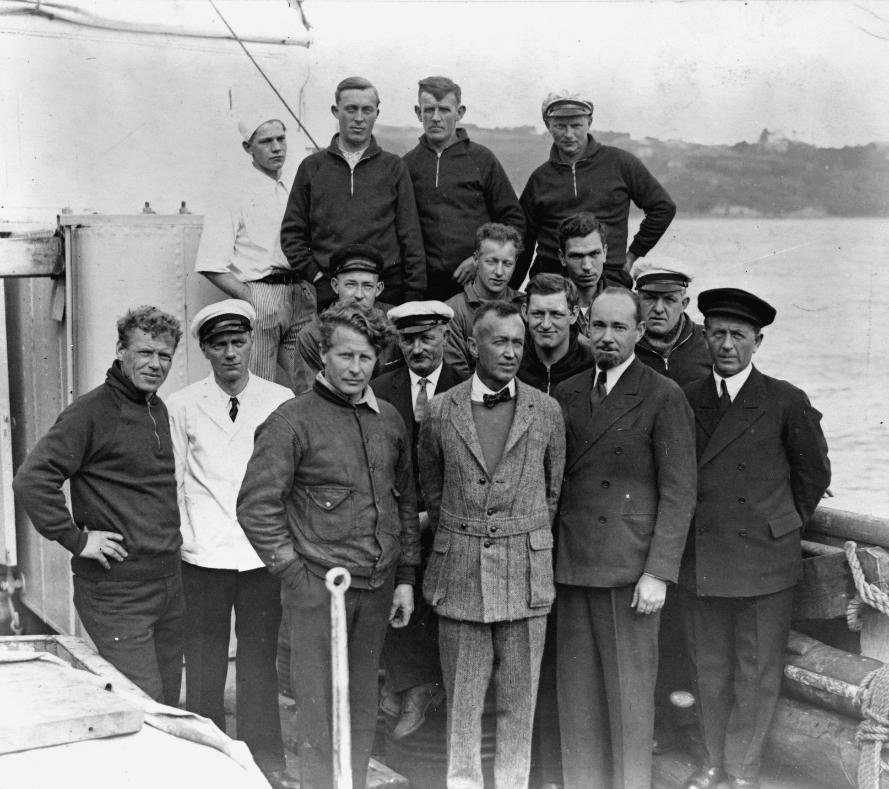
Teilnehmer der Expedition von 1933/34. In der vorderen Reihe von links nach rechts: Balchen, Ellsworth, Wilkins

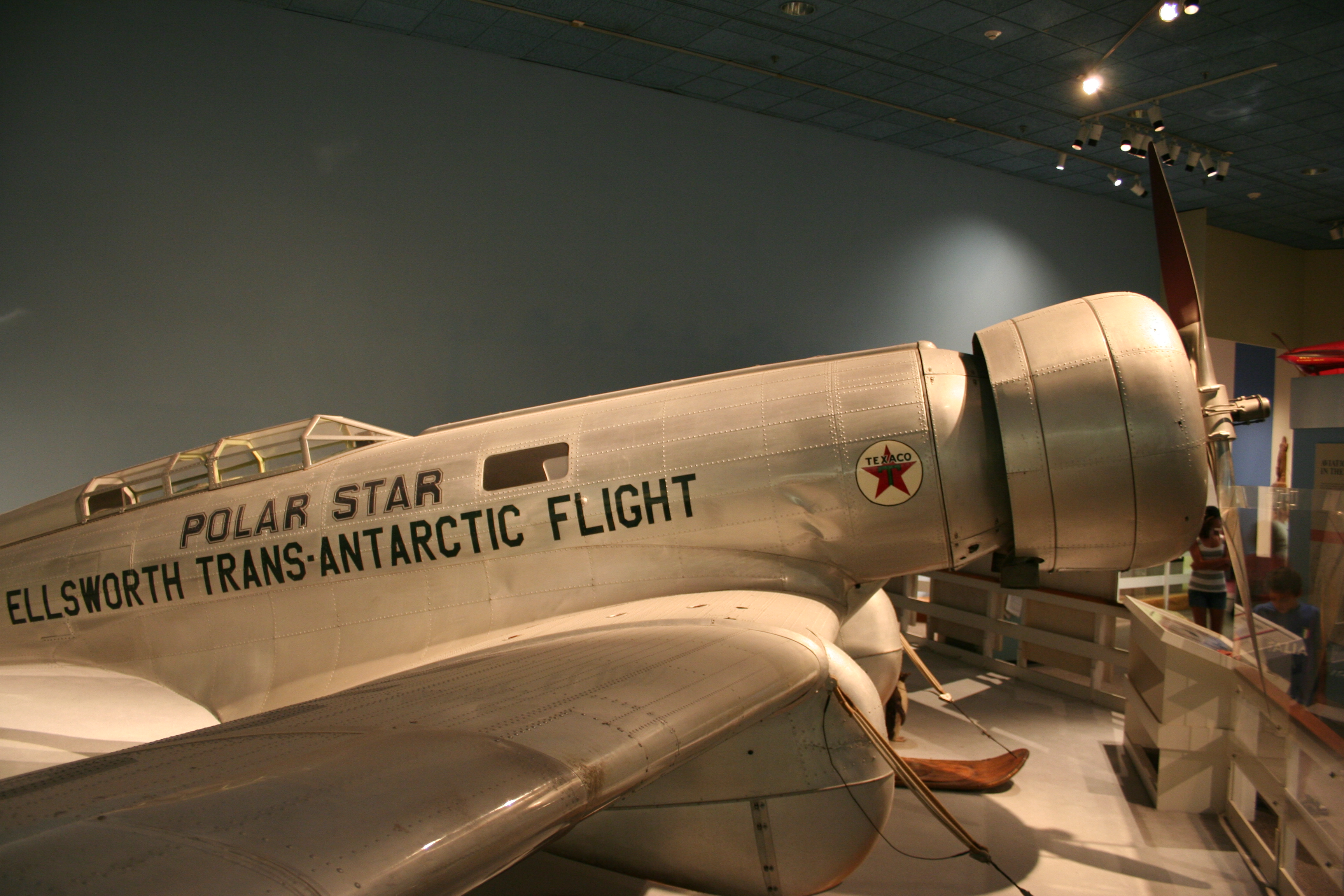
Der Polar Star, ausgestellt im National Air and Space Museum, Washington, D.C.

Ellsworth wandte sein Interesse nun der Antarktis zu. Er wollte den Kontinent als Erster mit dem Flugzeug überqueren. Gemeinsam mit Wilkins, der ihm seine kommenden Expeditionen organisieren sollte, entwickelte er den Plan, die Westantarktis vom Ross-Schelfeis zum Filchner-Ronne-Schelfeis zu überfliegen und in einem Bogen zum Startpunkt zurückzukehren. Neben dem Ruhm, den ersten transantarktischen Flug ausgeführt zu haben, suchte Ellsworth Antworten auf einige offene geographische Fragen. So war noch ungeklärt, ob es eine Verbindung zwischen Weddell- und Rossmeer gibt, die die Westantarktis von der Ostantarktis trennen würde. Ebenso war offen, ob die Bergkette von Victorialand über das Königin-Maud-Gebirge sich bis zur Antarktischen Halbinsel fortsetzt.
Ellsworth erwarb 1933 in Norwegen das Motorschiff Fanefjord und benannte es in Wyatt Earp um. Bei der Northrop Corporation bestellte er sein Flugzeug Polar Star, den Prototyp der Gamma-Klasse, mit einer Reichweite von über 11.000 Kilometern. Neben Wilkins war Bernt Balchen, der norwegische Pilot Richard E. Byrds bei dessen Flug zum Südpol, das wichtigste Mitglied der Expeditionsmannschaft. Im Winter 1933 testete er das Flugzeug in den Vereinigten Staaten und befand es am 6. März als geeignet. Am 5. Dezember 1933 stach die Wyatt Earp in Dunedin, Neuseeland, in See und erreichte nach 33 Tagen die Bucht der Wale im Rossmeer. Am 11. Januar unternahmen Ellsworth und Balchen einen ersten erfolgreichen Testflug entlang des Weges, dem Amundsen 1911 auf dem Weg zum Südpol gefolgt war. In der Nacht vor dem Start zur Überquerung des Kontinents kam es jedoch zu einem gewaltigen Abbruch der Eiskante, der das Flugzeug so stark beschädigte, dass der Plan für diese Saison aufgegeben werden musste.
Ellsworth kehrte 1934 in die Antarktis zurück, hatte seine Pläne aber modifiziert. Um einen Rundkurs zu vermeiden, wollte er nun die Strecke von der Antarktischen Halbinsel zur Bucht der Wale fliegen und sich dort wieder von seinem Schiff abholen lassen. Die Wyatt Earp erreichte am 14. Oktober Deception Island, wo Wilkins 1928 zum ersten Motorflug in der Antarktis gestartet war. Ein Schaden am Flugzeug und schlechtes Wetter führten indes dazu, dass der Start immer wieder verschoben werden musste. Nach einem kurzen Testflug von Snow Hill Island aus weigerte sich Balchen, den riskanten Flug überhaupt anzutreten.
Im Herbst 1935 kehrte die Wyatt Earp mit Ellsworth, Wilkins und dem neuen Piloten Herbert Hollick-Kenyon (1897–1975) zurück. Das Schiff lief die Dundee-Insel an, wo der Polar Star nach zwei vergeblichen Versuchen am 23. November 1935 zur ersten Überquerung des antarktischen Festlands startete. Ellsworth entdeckte zwei noch unbekannte Gebirgszüge, die er Eternity Range und Sentinel Range nannte. Die Navigation war schwierig, das Funkgerät fiel bald aus und nach mehreren Zwischenlandungen waren sie ihrem Ziel nahe, als der Treibstoff am 5. Dezember aufgebraucht war. Am 15. Dezember erreichten Ellsworth und Hollick-Kenyon Byrds verlassenes Lager Little America an der Bucht der Wale. Da seit dem 24. November kein Funkkontakt mehr bestanden hatte, waren inzwischen Rettungsprogramme angelaufen. Die Wyatt Earp übernahm in Chile ein eilig aus den Vereinigten Staaten herbeigeschafftes Flugzeug. Mit sogar zwei Flugzeugen an Bord verließ die britische Discovery II am 24. Dezember Melbourne. Am 16. Januar 1936 erreichte sie die Bucht der Wale. Aus dem Flugzeug wurde Hollick-Kenyon auf dem Eis entdeckt. Drei Tage später war Wilkins mit der Wyatt Earp vor Ort. Am 29. Januar konnte der Polar Star betankt und zum Schiff geflogen werden. Ellsworth schenkte ihn im April der Smithsonian Institution. Die American Geographical Society verlieh ihm 1936 die David Livingstone Centenary Medal und die Royal Geographic Society 1937 ihre Goldmedaille (Patron’s Medal).
1938–1939 unternahm Ellsworth noch eine vierte Expedition in die Antarktis. Mit seinem Piloten James Harold Lymburner (1904–1990) flog er am 79. östlichen Längengrad ins Hinterland bis 72° südlicher Breite. Alles Land, das er im Inneren des Kontinents entdeckte, nahm er formell für die Vereinigten Staaten in Besitz, obwohl zuvor schon Australien seinen Anspruch auf den gesamten Sektor geltend gemacht hatte. Ellsworth benannte dieses Gebiet American Highland.
In Erinnerung an seinen Vater nannte er einen Teil der Westantarktis, den er 1935 als Erster überflogen hatte, James W. Ellsworth Land. Heute heißt das Gebiet nur noch kurz Ellsworthland. Außerdem tragen in der Antarktis das Ellsworthgebirge, der Mount Ellsworth, der Lake Ellsworth, das Kap Ellsworth und das Ellsworth-Subglazialhochland seinen Namen. Im Spitzbergen-Archipel ist Ellsworthneset auf Nordostland nach ihm benannt.
1943 hatte Ellsworth beim Wandern in Mexiko einen schweren Unfall und erlitt eine Gehirnerschütterung, von der er sich nicht mehr vollständig erholte.
Ellsworth lebte von 1925 bis zu seinem Tod teilweise auf Schloss Lenzburg in der Schweiz. Am 23. Mai 1933 heiratete er in New York die US-amerikanische Flugpionierin Mary Louise Ulmer (1900–1993). Er hatte sie während eines Leicakurses bei Walter Mittelholzer in Dübendorf kennengelernt.

## Schriften
- mit Roald Amundsen: Our polar flight. Dodd, New York 1925
- mit Roald Amundsen: First crossing of the Polar Sea. George H. Doran Company, New York 1927 (deutsche Übersetzung: Der erste Flug über das Polarmeer, Grethlein, Leipzig 1927)
- Arctic Flying Experience by Airplane and Airship. In: W. L. G. Joerg (Hrsg.): Problems of Polar Research. American Geographical Society, New York 1928, S. 411–417.
- mit Edward H. Smith: Report of the Preliminary Results of the Aeroarctic Expedition with „Graf Zeppelin“, 1931 (PDF; 2,2 MB). In: Geographical Review. Band 22, Nr. 1, 1932, S. 61–82.
- Search. Brewer, Warren & Putnam, New York 1932
- Exploring today. Dodd, Mead & Co., New York 1935
- Beyond Horizons. Doubleday, Doran & Co.,  Garden City, N.Y., 1938 (deutsche Übersetzung: Lockende Horizonte. Ein Forscherleben, Albert Müller, Zürich 1938)